# Лєпадотемахоселяхогалеокраніолейпсанодримюпотриммато...
Лєпадотемахоселяхогалеокраніолейпсанодримюпотримматосильфіокарабомелітокатакехюменокіхльепікоссюфофаттоперистєралектрюоноптокефалліокинклєпєлейолягоосирайобафетраганоптерю́гон — назва вигаданої страви, згаданої Арістофаном у комедії «Жінки в народних зборах», взята із транслітерації давньогрецького слова λοπαδοτεμαχοσελαχογαλεοκρανιολειψανοδριμυποτριμματοσιλφιοκαραβομελιτοκατακεχυμενοκιχλεπικοσσυφοφαττοπεριστεραλεκτρυονοπτοκεφαλλιοκιγκλοπελειολαγῳοσιραιοβαφητραγανοπτερύγων.
Це слово є найдовшим у грецькій мові, воно містить 171 букву та 78 складів. Книга рекордів Гіннеса (1990) визначає його як найдовше слово, що зустрічається у світовій літературі .

## Опис
Ця страва подібна до фрикасе, у склад якої входять наступні складові:
- устриці (λοπἄδο-)
- скибочки риби (-τεμἄχο-)
- м'ясо риби з підкласу пластиножаберних (-σελἄχο-)
- голова акули (-γἄλεο-κρανιο)
- гостра страва, що складається з кількох подрібнених та розтертих разом інгредієнтів (-λειψἄνο-δριμ-ὒποτριμμἄτο)
- сильфій (-σιλφιο-)
- краби, креветки або раки (-καραβο-)
- мед (-μελἵτο-)
- риби з сімейства губанових або дрозди (-κατακεχὔμενοκιχλ-)
- якийсь вид морських риб або чорний дрізд (-επικοσσὔφο-)
- припутень (-φαττο-)
- голуб (-περιστερ-)
- півень (-ἄλεκτρυον-)
- смажена шапка малої поганки (-οπτο-κεφαλλιο-κιγκλο-)
- заєць (-λἄγῳο-)
- вино (-σἵραιο-)

Все це прикрашено крилами або плавцями (-βἄφη-τρἄγἄνο-πτερύγων). Тлумачення перекладу деяких складових з давньогрецької є спірним.

## Переклади
У прозовому перекладі англійською мовою Лео Штрауса (1966) це грецьке слово перекладається як «oysters-saltfish-skate-sharks'-heads-left-over-vinegar-dressing-laserpitium-leek-with-honey-sauce-thrush-blackbird-pigeon-dove-roast-cock's-brains-wagtail-cushat-hare-stewed-in-new-wine-gristle-of-veal-pullet's-wings».
Переклад Бенджаміна Біклі Роджерса (1902) зберігає оригінальну композицію:

Plattero-filleto-mulleto-turboto-

-Cranio-morselo-pickleo-acido-

-Silphio-honeyo-pouredonthe-topothe-

-Ouzelo-throstleo-cushato-culvero-

-Cutleto-roastingo-marowo-dippero-

-Leveret-syrupu-gibleto-wings

Подібно до того ж переклад чеською мовою Августина Крейчі (1915):

solené ryby a ústřice,

rybích hlav zbytečky, polité omáčkou

silfia, medu a česneku,

pyskouni, tloušti a holubi

siváci, kohouti mozečky vařené,

zajíci s moštovou omáčkou, chrustavky,

paštiky z drobů a křidélek.